# デイヴィッド・ネルソン (ヴィクトリア十字章受章者)
デイヴィッド・ネルソン（英語: David Nelson, VC 1886年4月3日 - 1918年4月8日）は、イギリス陸軍の軍人。敵前での勇敢な行為を対象とするヴィクトリア十字章を授与された。最終階級は陸軍少佐（Major）。

## 略歴
現在はアイルランド領であるモナハン県ストラノーデンの生まれ。
当時28歳だったネルソン軍曹（王立騎馬砲兵L中隊所属）は、1914年9月1日、フランスのネリーにて行われたネリーの戦いに参加。猛烈な砲火と自身の重傷を物ともせず、エドワード・キンダー・ブラッドベリー大尉とジョージ・トマス・ドレル砲兵中隊最先任上級曹長とともに大砲を戦闘に参加させた。援護のため撤退を命令されながらも、弾薬を使い果たすまで砲撃を続行した。
後に少佐まで進級したが、ドイツ軍の1918年春季攻勢により1918年4月8日に戦死した。
ネルソンのヴィクトリア十字章はロンドンの帝国戦争博物館に展示されている。